# Johannes Horn (Admiral)
Johannes Horn (* 1. Mai 1872; † 1945) war ein deutscher Konteradmiral der Reichsmarine.

## Leben
Johannes Horn trat am 9. April 1892 in die Kaiserliche Marine ein. Ab Anfang August 1914 war er Kommandant des Kleinen Kreuzers Amazone. Anschließend war er von Oktober 1914 bis Januar 1917 als Korvettenkapitän, ab 1. März 1915 Fregattenkapitän, Kommandant des Kleinen Kreuzers Augsburg. Er kam als Erster Admiralstabsoffizier in den Stab des Oberbefehlshabers der Ostseestreitkräfte. Ab November 1917 war er Delegierter der Marine bei den Friedensverhandlungen in Brest Litowsk. Am 14. Oktober 1917 wurde er zum Kapitän zur See befördert und war ab März 1918 bis Kriegsende Abteilungschef in der militärisch-politischen Gruppe im Admiralstab der Marine.
Nach dem Krieg wurde er in die Reichsmarine übernommen. Von 1919 bis 1922 war er Kommandant der Seewasserstraße Kaiser-Wilhelm-Kanal. Am 31. Mai 1925 wurde er mit dem Charakter als Konteradmiral aus der Marine verabschiedet.